# Conselleries de la Generalitat Valenciana
A la Generalitat Valenciana, amb el canvi de legislatura solen canviar les funcions i atribucions de les diferents conselleries i inclús el seu nom. Aquest canvis solen ser més notables amb els canvis de presidència, ja que sovint una mateixa conselleria es partix en dues o al contrari dues es fusionen en una a soles.

## Conselleries en l'actualitat
En l'inici de la 9a legislatura, des del 29 de juny de 2015, l'administració de la Generalitat Valenciana s'organitza en les 9 conselleries següents:
- Vicepresidència i Conselleria d'Igualtat i Polítiques Inclusives
- Conselleria d'Hisenda i Model Econòmic
- Conselleria de Justícia, Administració Pública, Reformes Democràtiques i Llibertats Públiques
- Conselleria d'Educació, Investigació, Cultura i Esport
- Conselleria de Sanitat Universal i Salut Pública
- Conselleria d'Economia Sostenible, Sectors Productius, Comerç i Treball
- Conselleria d'Agricultura, Medi Ambient, Canvi Climàtic i Desenvolupament Rural
- Conselleria d'Habitatge, Obres Públiques i Vertebració del Territori
- Conselleria de Transparència, Responsabilitat Social, Participació i Cooperació

## Històric de Conselleries

### 1a Legislatura

#### 1r Govern (Del 28/06/83 a 24/07/85)
- 1 Vicepresidència
- Conselleria de Presidència
- Conselleria d'Economia i Hisenda
- Conselleria de Governació
- Conselleria d'Obres Públiques, Urbanisme i Transports
- Conselleria de Cultura, Eduació i Ciència
- Conselleria de Sanitat, Seguretat Social i Treball
- Conselleria d'Indústria, Comerç i Turisme
- Conselleria d'Agricultura, Pesca i Alimentació

#### 2n Govern (Del 24/07/85 al 27/07/87)
- 1 Vicepresidència
- Conselleria d'Economia i Hisenda
- Conselleria d'Administració Pública
- Conselleria d'Obres Públiques, Urbanisme i Transports
- Conselleria de Cultura, Eduació i Ciència
- Conselleria de Sanitat i Consum
- Conselleria de Treball i Seguretat Social
- Conselleria d'Indústria, Comerç i Turisme
- Conselleria d'Agricultura i Pesca

### 2a Legislatura

#### 1r Govern (Del 27/07/87 al 16/07/91)
- Conselleria d'Economia i Hisenda
- Conselleria d'Administració Pública
- Conselleria d'Obres Públiques, Urbanisme i Transports
- Conselleria de Cultura, Eduació i Ciència
- Conselleria de Sanitat i Consum
- Conselleria de Treball i Seguretat Social
- Conselleria d'Indústria, Comerç i Turisme
- Conselleria d'Agricultura i Pesca

### 3a Legislatura

#### 1r (Del 17/07/1991 al 12/07/93) i 2n Govern (Del 12/07/93 al 06/07/95)
El 17 de juliol de 1991, el Consell de la Generalitat Valenciana queda compost de nou conselleries denominades:
- Conselleria d'Economia i Hisenda
- Conselleria d'Administració Pública
- Conselleria d'Obres Públiques, Urbanisme i Transports
- Conselleria de Cultura
- Conselleria d'Eduació i Ciència
- Conselleria de Sanitat i Consum
- Conselleria de Treball i Afers Socials
- Conselleria d'Indústria, Comerç i Turisme
- Conselleria d'Agricultura i Pesca
- Conselleria de Medi Ambient

### 4a Legislatura

#### 1r Govern (Del 06/07/95 al 24/02/97)
- Conselleria d'Economia i Hisenda
- Conselleria d'Administració Pública i a partir del 25/03/96 Conselleria de Presidència
- Conselleria d'Obres Públiques, Urbanisme i Transports
- Conselleria de Cultura, Eduació i Ciència
- Conselleria de Sanitat i Consum
- Conselleria de Treball i Afers Socials
- Conselleria d'Indústria i Comerç
- Conselleria d'Agricultura i Medi Ambient

#### 2n Govern (Del 24/02/97 al 23/07/99)
Del del 24 de febrer de 1997, l'administració de la Generalitat Valenciana s'organitza en nou Conselleries:
- Conselleria de Presidència
- Conselleria d'Economia, Hisenda i Administració Pública
- Conselleria d'Obres Públiques, Urbanisme i Transports
- Conselleria de Cultura, Educació i Ciència
- Conselleria de Sanitat
- Conselleria d'Ocupació, Indústria i Comerç
- Conselleria d'Agricultura, Pesca i Alimentació
- Conselleria de Medi Ambient
- Conselleria de Benestar Social

### 5a Legislatura

#### 1r Govern (Del 23/07/99 al 22/05/00)
- 2 Vicepresidències
- Conselleria d'Economia i Hisenda
- Conselleria d'Obres Públiques, Urbanisme i Transports
- Conselleria de Cultura, Eduació i Ciència
- Conselleria de Sanitat
- Conselleria d'Indústria i Comerç
- Conselleria d'Agricultura, Pesca i Alimentació
- Conselleria de Medi Ambient
- Conselleria de Justícia i Administracions Públiques
- Conselleria d'Ocupació
- Conselleria de Benestar Social

#### 2n Govern (Del 22/05/00 al 25/07/02)
- 2 Vicepresidències
- Conselleria d'Economia, Hisenda i Ocupació
- Conselleria d'Obres Públiques, Urbanisme i Transports
- Conselleria de Cultura i Eduació
- Conselleria de Sanitat
- Conselleria d'Indústria i Comerç i a partir del 30/10/01 Conselleria d'Innovació i Competitivitat
- Conselleria d'Agricultura, Pesca i Alimentació
- Conselleria de Medi Ambient
- Conselleria de Justícia i Administracions Públiques
- Conselleria de Benestar Social
- Portaveu del Consell

#### 3r Govern (Del 25/07/02 al 21/06/03)
- 1 Vicepresidència
- Conselleria d'Economia, Hisenda i Ocupació
- Conselleria d'Obres Públiques, Urbanisme i Transports
- Conselleria de Cultura i Eduació
- Conselleria de Sanitat
- Conselleria d'Indústria, Comerç i Energia
- Conselleria d'Agricultura, Pesca i Alimentació
- Conselleria de Medi Ambient
- Conselleria de Justícia i Administracions Públiques
- Conselleria de Benestar Social
- Portaveu del Consell

### 6a Legislatura

#### 1r Govern (Del 21/06/03 al 27/08/04)
Des del 21 de juny de 2003, l'administració de la Generalitat Valenciana s'organitza en deu Conselleries:
- Conselleria de Presidència
- Conselleria d'Economia, Hisenda i Ocupació
- Conselleria de Justícia i Administracions Públiques
- Conselleria d'Infraestructures i Transport
- Conselleria de Cultura, Educació i Esport
- Conselleria de Sanitat
- Conselleria d'Indústria, Comerç i Turisme
- Conselleria d'Agricultura, Pesca i Alimentació
- Conselleria de Territori i Habitatge
- Conselleria de Benestar Social

#### 2n Govern (Del 27/08/04 al 30/05/06) i 3r Govern (Del 30/05/06 al 29/06/07)
- 1 Vicepresidència
- Conselleria d'Economia, Hisenda i Ocupació
- Conselleria de Justícia i Administracions Públiques
- Conselleria d'Infraestructures i Transports
- Conselleria de Cultura, Eduació i Esports
- Conselleria de Sanitat
- Conselleria d'Empresa, Universitat i Ciència
- Conselleria d'Agricultura, Pesca i Alimentació
- Conselleria de Territori i Habitatge
- Conselleria de Benestar Social
- Conselleria de Turisme
- Conselleria de Relacions Institucionals i Comunicació (Sense cartera)
- Conselleria de Cooperació i Participació (Sense cartera)

### 7a Legislatura
Des del 29 de juny de 2007, l'administració de la Generalitat Valenciana s'organitza en les Conselleries següents:
- 3 Vicepresidències
- Conselleria de Presidència
- Conselleria d'Economia, Hisenda i Ocupació
- Conselleria de Benestar Social
- Conselleria d'Infraestructures i Transports
- Conselleria d'Educació
- Conselleria de Cultura i Esport
- Conselleria de Sanitat
- Conselleria d'Indústria, Comerç i Innovació
- Conselleria d'Agricultura, Pesca i Alimentació
- Conselleria de Medi Ambient, Aigua, Urbanisme i Habitatge
- Conselleria de Justícia i Administracions Públiques
- Conselleria de Governació
- Conselleria de Turisme
- Conselleria d'Immigració i Ciutadania

Del del 27 d'agost de 2009, l'administració de la Generalitat Valenciana s'organitza en les Conselleries següents:
- Conselleria d'Indústria, Comerç i Innovació
- Conselleria d'Economia, Hisenda i Ocupació
- Conselleria de Medi Ambient, Aigua, Urbanisme i Habitatge
- Conselleria d'Infraestructures i Transport
- Conselleria d'Educació
- Conselleria de Cultura i Esport
- Conselleria de Sanitat
- Conselleria d'Agricultura, Pesca i Alimentació
- Conselleria de Justícia i Administracions Públiques
- Conselleria de Benestar Social
- Conselleria de Governació
- Conselleria de Turisme
- Conselleria d'Immigració i Ciutadania

Des del 3 de novembre de 2009, l'administració de la Generalitat Valenciana s'organitza en les Conselleries següents:
- Conselleria d'Indústria, Comerç i Innovació
- Conselleria d'Economia, Hisenda i Ocupació
- Conselleria de Medi Ambient, Aigua, Urbanisme i Habitatge
- Conselleria d'Infraestructures i Transport
- Conselleria d'Educació
- Conselleria de Cultura i Esport
- Conselleria de Sanitat
- Conselleria d'Agricultura, Pesca i Alimentació
- Conselleria de Justícia i Administracions Públiques
- Conselleria de Benestar Social
- Conselleria de Governació
- Conselleria de Turisme
- Conselleria de Solidaritat i Ciutadania

### 8a Legislatura
Des del 22 de juny de 2011, l'administració de la Generalitat Valenciana s'organitzava en les Conselleries següents:
- Conselleria de Presidència
- Conselleria d'Economia, Indústria i Comerç
- Conselleria d'Hisenda i Administració Pública
- Conselleria d'Educació, Formació i Ocupació
- Conselleria de Sanitat
- Conselleria d'Infraestructures, Territori i Medi Ambient
- Conselleria de Justícia i Benestar Social
- Conselleria d'Agricultura, Pesca, Alimentació i Aigua
- Conselleria de Turisme, Cultura i Esport
- Conselleria de Governació

Des del 7 de desembre de 2012, l'administració de la Generalitat Valenciana s'organitza en les 8 conselleries següents:
- Conselleria de Presidència i Agricultura, Pesca, Alimentació i Aigua
- Conselleria d'Economia, Indústria, Turisme i Ocupació
- Conselleria d'Hisenda i Administració Pública
- Conselleria d'Educació, Cultura i Esport
- Conselleria de Sanitat
- Conselleria d'Infraestructures, Territori i Medi Ambient
- Conselleria de Benestar Social
- Conselleria de Governació i Justícia

### 9a Legislatura
Des del 29 de juny de 2015, l'administració de la Generalitat s'organitza en les conselleries següents:
- Vicepresidència i Conselleria d'Igualtat i Polítiques Inclusives
- Conselleria d'Hisenda i Model Econòmic
- Conselleria de Justícia, Administració Pública, Reformes Democràtiques i Llibertats Públiques
- Conselleria d'Educació, Investigació, Cultura i Esport
- Conselleria de Sanitat Universal i Salut Pública
- Conselleria d'Economia Sostenible, Sectors Productius, Comerç i Treball
- Conselleria d'Agricultura, Medi Ambient, Canvi Climàtic i Desenvolupament Rural
- Conselleria d'Habitatge, Obres Públiques i Vertebració del Territori
- Conselleria de Transparència, Responsabilitat Social, Participació i Cooperació